# Angeles National Forest

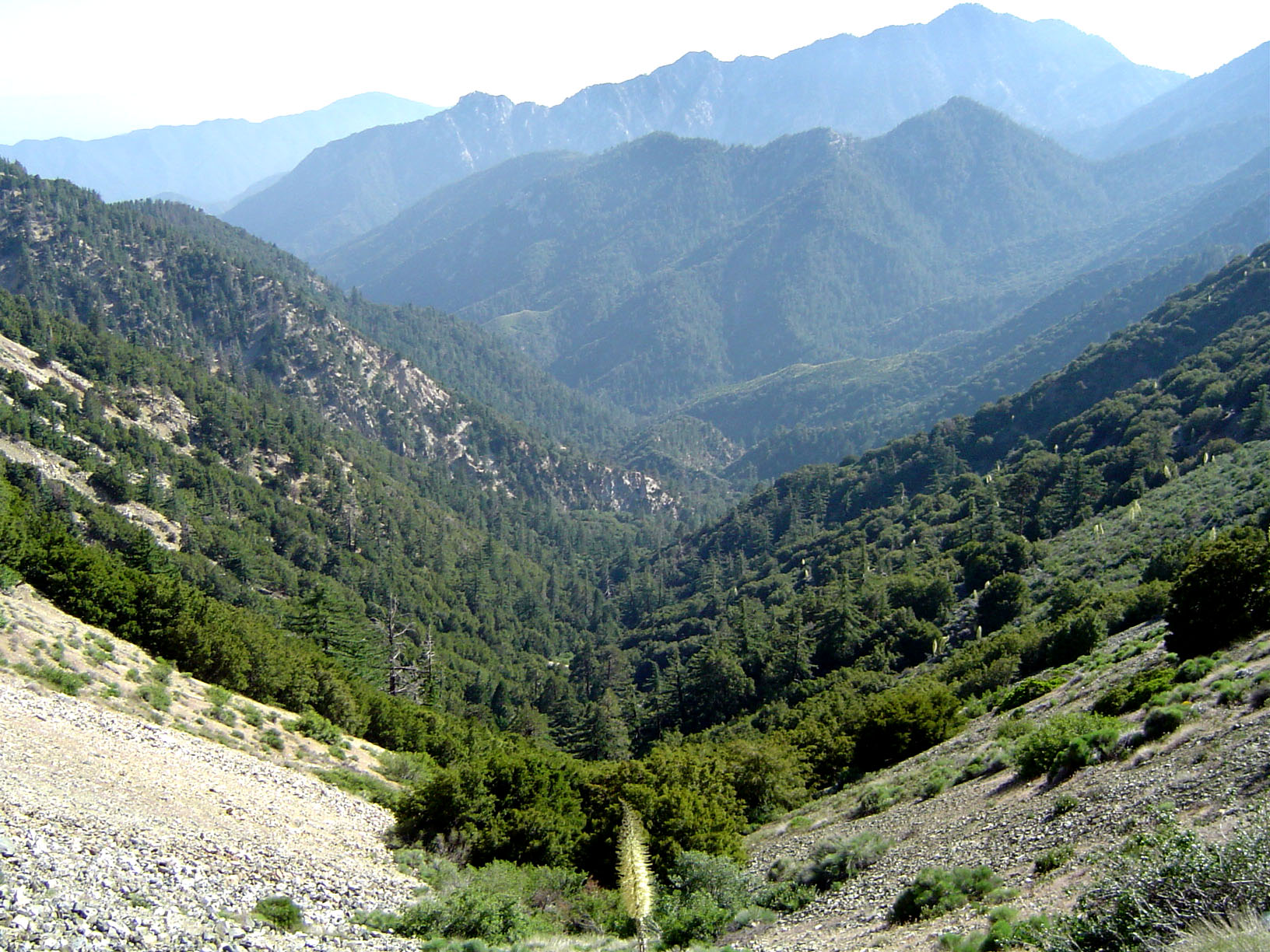
Angeles National Forest.

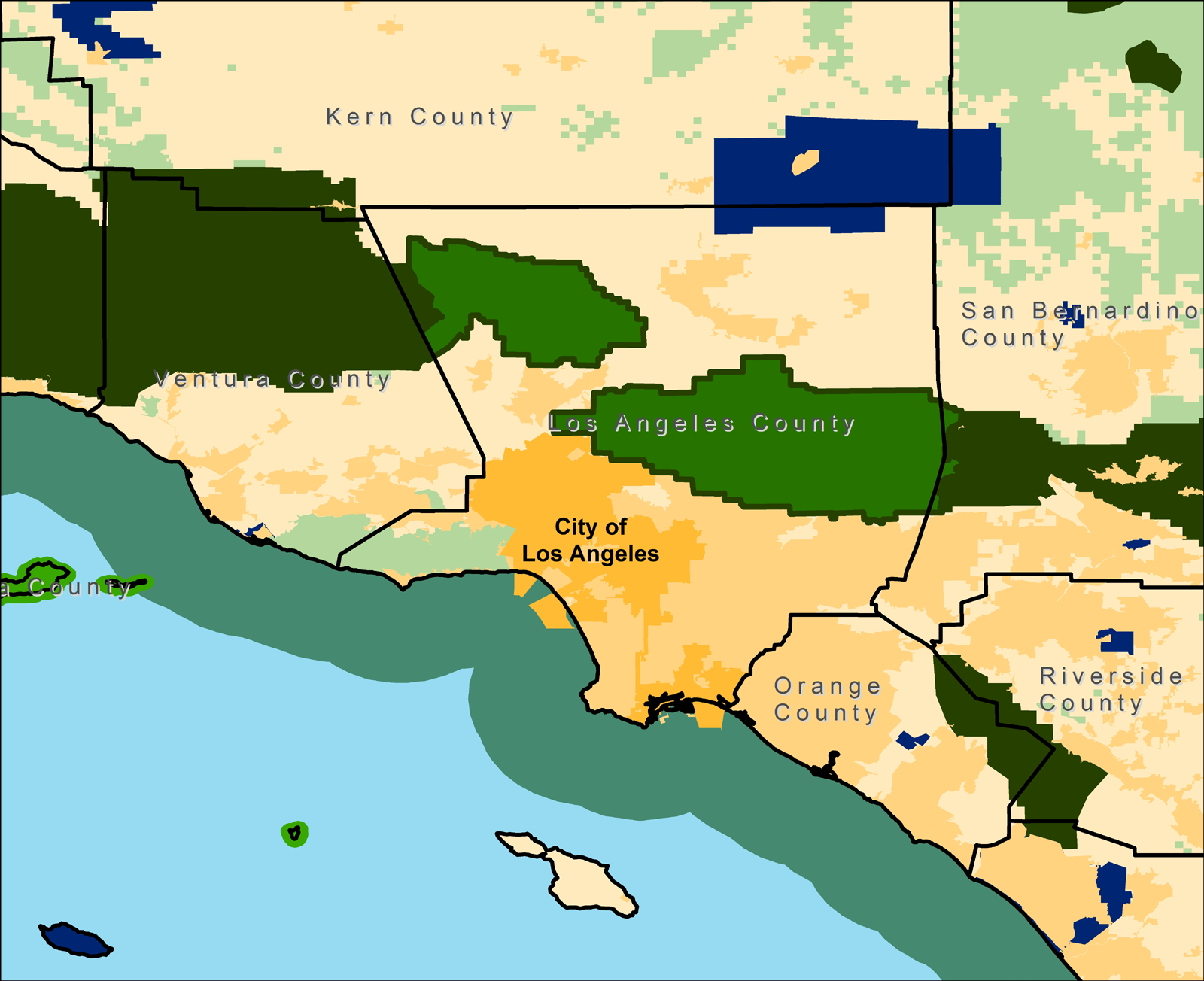
Kaart van het Angeles National Forest, aangeduid in middengroen.

Het Angeles National Forest is een bosgebied in de San Gabriel Mountains in het zuiden van de Amerikaanse staat Californië, dat als National Forest onder het beheer van de United States Forest Service valt. Het 2.833,5 km² grote bosreservaat ligt in Los Angeles County, ten noorden van de dichtbevolkte agglomeratie van Los Angeles. Het bestaat uit twee delen die van elkaar gescheiden worden door de Soledad Canyon. Het Angeles National Forest reikt tot net over de grens met San Bernardino County in het oosten en Ventura County in het westen. Het hoofdkwartier van de Forest Service in het Angeles National Forest is in Arcadia.

## Geschiedenis
Op 20 december 1892 werd de San Gabriel Forest Reserve opgericht. De San Bernardino Forest Reserve kwam in 1893 tot stand en het Santa Barbara Forest Reserve in 1903. Op 4 maart 1907 werden zij National Forests. Op 1 juli 1907 werden ze bijna volledig samengevoegd. In 1925 werd een deel van het Angeles National Forest opnieuw afgestaan, aan het nieuw opgerichte San Bernardino National Forest.
Het gebied is, als "eerste National Forest in Californië", erkend als California Historical Landmark #717.
In oktober 2014 beschermde president Barack Obama een aanzienlijk deel van het bosgebied, in het oostelijk deel, als het San Gabriel Mountains National Monument.